# Sheena
Sheena, a Rainha das Selvas é uma personagem fictícia de histórias em quadrinhos estadunidenses da  Era de Ouro dos Quadrinhos. 
Ela estreou originalmente na revista britânica Wags #46 (janeiro de 1938) e fez sua primeira aparição nos Estados Unidos em Jumbo Comics #1 da Fiction House (setembro de 1938).
No Brasil, a EBAL publicou as histórias da personagem. Concebida como uma versão feminina de Tarzan, Sheena tinha duas coisas em comum com o Lorde das Selvas de Edgar Rice Burroughs: Ambos possuiam a habilidade de se comunicarem com animais selvagens e eram órfãos que cresceram e aprenderam a sobreviver em meio à selva. Sheena era selvagemente eficiente em lutas com facas, lanças ou armas improvisadas. Sua característica principal era pegar de surpresa seus oponentes, animal ou humano.Em suas primeiras histórias que se passavam no Congo, apareciam seu companheiro Bob Reynolds, um humano civilizado, e a macaquinha Chim.
Sheena foi a primeira personagem feminina de quadrinhos a ter uma série própria nos Estados Unidos, antecedendo a Mulher Maravilha cuja primeira revista Wonder Woman foi lançada em dezembro de 1941. Sheena inspirou um grande número de similares "garotas da selva" nos quadrinhos, embora na literatura Rima, a Garota da Selva, a tenha antecedido ao ser publicada em 1904 em livro escrito por William Henry Hudson chamado Green Mansions.  Sheena foi classificada em 59º lugar pelo Comics Buyer's Guide na lista das "100 mulheres mais sexies dos quadrinhos".

## História da publicação

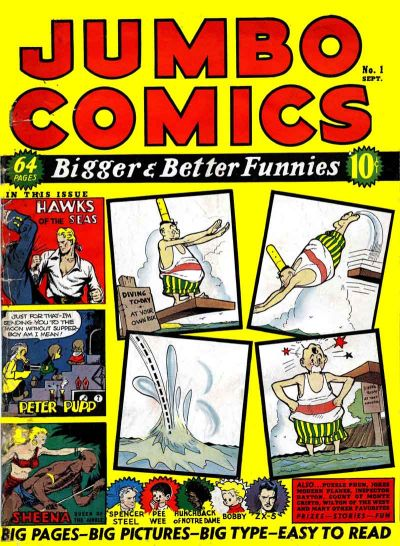
Jumbo Comics número 1 de 1938, primeira revista americana com histórias em quadrinhos de Sheena

Sheena estreou no primeiro número da revista britânica de Joshua B. Power chamada Wags, em 1937. Foi criada por Will Eisner e S.M. "Jerry" Iger no estúdio Eisner & Iger, um dos que produziam quadrinhos por encomenda para empresários ou distribuidores (syndicates) e forneciam para a Editors Press Service que distribuia a revista Wags. Para esconderem o fato de que o estúdio era composto apenas deles dois, a dupla assinava as histórias de Sheena com o pseudônimo de "W. Morgan Thomas". Eisner disse que a inspiração para o nome do personagem foi o livro de 1886 de Henry Rider Haggard sobre uma deusa da selva. O livro se chama She.
Sheena primeiro apareceu nos Estados Unidos no primeiro número da revista em quadrinhos "Jumbo Comics" da Fiction House e, a partir daí, em todas as revistas subsequentes desse título (setembro de 1938 - abril de 1953), bem como em 18 revistas Sheena, Queen of the Jungle (primavera de 1942 - Inverno de 1952). Sheena também apareceu na revista Ka'a'nga número 16 (verão de 1952) e na revista exclusiva (one-shot) 3-D Sheena, Jungle Queen (1953) — mais tarde republicada pela Eclipse Comics como Sheena 3-D (em janeiro de 1985) e por Blackthorne Publishing como Sheena 3-D Special (maio de 1985). Blackthorne também publicou Jerry Iger's Classic Sheena (abril de 1985). Fiction House originariamente publicou uma revista pulp com contos em prosa da heroína, chamada  Stories of Sheena, Queen of the Jungle (primavera de 1951) e Jungle Stories vol. 5, #11 (primavera de 1954).
Na década de 1980, Blackthorne ainda publicou histórias originais de Sheena em três revistas Jungle Comics (maio-outubro de 1988). Bruce Jones escreveu histórias de Sheena e Ka'a'nga (conhecido no Brasil como Kionga) na última publicação. As três capas foram assinadas por diferentes autores: Dave Stevens (#1); Dragan Flaese (#2), que também cuidou da arte interna; e Donnie Jupiter (#3).
Uma versão de Sheena, transferida da África para a América do Sul, apareceu numa revista exclusiva da London Night Studio chamada Sheena, Queen of the Jungle que teve depois quatro minisséries (fevereiro de 1998 - primavera de 1999). AC Comics republicou histórias de Sheena bem como novas aventuras.
Em 2007, a Devil's Due Digital planejou publicar uma minissérie em cinco edições, contendo roteiros de Steven E. de Souza, mais conhecido pelo roteiro do filme Duro de Matar com Bruce Willis e desenhos de Matt Merhoff, com capas por Joe Jusko, Nicola Scott, Khary Randolph e Tim Seeley. A minissérie foi transformada em revista mensal . No início de 2010, Devil's Due Digital começou a distribuir material digitalizado de  Sheena.

Em 2015, a a Dynamite Entertainment anunciou um crossover de Tarzan e Sheena, lançado em 2016 com o título Lords of thr Jungle. Dynamite Entertainment anunciou uma nova série para 2017 pelas roteiristas Marguerite Bennett e Christina Trujillo e o desenhista Moritat. A história é definida  na Amazônia, em vez de África.

## Adaptações
A modelo Irish McCalla interpretou Sheena em 26 episódios na primeira temporada de uma série de TV exibida entre 1955-56. McCalla falou a um jornal que fora descoberta pelos Estúdios Nassour ao atirar lanças de bambus na praia de Malibu na Califórnia quando disse que (em tradução livre) "Não sabia atuar mas era capaz de balançar entre as árvores".
Em 1984, a Columbia Pictures lançou o filme Sheena, produzido por Paul Aratow com Tanya Roberts, que havia previamente interpretado Kiri no filme de 1982 da MGM chamado The Beastmaster. A Sheena de Roberts era mais eloquente do que a de McCalla. Marvel Comics publicou a adaptação para os quadrinhos em Marvel Comics Super Special #34 (junho de 1984), republicado como Sheena, Queen of the Jungle #1-2 (dezembro de 1984 - fevereiro de 1985).
O programa de TV de Sheena foi relançado por Hearst Entertainment em outubro de 2000, com Gena Lee Nolin. Sheena recebeu um novo poder nos 35 episódios distribuidos por Columbia/TriStar: a habilidade de se transformar em qualquer animal de sangue quente, bastando olhar em seus olhos. Ela mostrava fúria assassina quando se transformava numa fera humanóide chamada Darak'Na mas mesmo em sua forma comum ela foi vista matando numerosos indivíduos, soldados e outros vilões, ao longo da temporada. Assim como Tanya Roberts, a Sheena de Nolin também falava bem.
A Galaxy Publishing, Inc., por volta de 1999, lançou uma série animada de Sheena na Web. Em 2007, a Galaxy licenciou os direitos para quadrinhos para a Devil's Due Publishing, que anunciou planos para publicar revistas em quadrinhos. Em 2011, a Galaxy e Moonstone Books firmaram acordo para publicação de quadrinhos e histórias em prosa de Sheena.